# Giacomo Perez-Dortona
Giacomo Perez-Dortona (La Seyne-sur-Mer, 11 november 1989) is een Franse zwemmer. Hij vertegenwoordigde zijn vaderland op de Olympische Zomerspelen 2012 in Londen.

## Carrière
Bij zijn internationale debuut, op de Olympische Zomerspelen van 2012 in Londen, strandde Perez-Dortona in de series van de 100 meter schoolslag. Samen met Camille Lacourt, Romain Sassot en Yannick Agnel werd hij uitgeschakeld in de series van de 4x100 meter wisselslag. Op de Europese kampioenschappen kortebaanzwemmen 2012 in Chartres veroverde de Fransman de bronzen medaille op de 100 meter schoolslag, daarnaast eindigde hij als vierde op de 200 meter schoolslag en als vijfde op de 50 meter schoolslag. Op de 4x50 meter wisselslag legde hij samen met Jérémy Stravius, Frédérick Bousquet en Florent Manaudou beslag op de Europese titel.
Tijdens de wereldkampioenschappen zwemmen 2013 in Barcelona strandde Perez-Dortona in de series van zowel de 50 als de 100 meter schoolslag. Samen met Camille Lacourt, Jérémy Stravius en Fabien Gilot sleepte hij de wereldtitel in de wacht op de 4x100 meter wisselslag.

## Internationale toernooien
| Jaar | Olympische Spelen                         | WK langebaan                                                 | WK kortebaan  | EK langebaan  | EK kortebaan                                                                |
| ---- | ----------------------------------------- | ------------------------------------------------------------ | ------------- | ------------- | --------------------------------------------------------------------------- |
| 2012 | 17e 100m schoolslag 10e 4x100m wisselslag |                                                              | geen deelname | geen deelname | 5e 50m schoolslag · 100m schoolslag · 4e 200m schoolslag · 4x50m wisselslag |
| 2013 |                                           | 19e 50m schoolslag · 22e 100m schoolslag · 4x100m wisselslag |               |               | 12-15 december                                                              |

## Persoonlijke records
Bijgewerkt tot en met 28 juli 2013
Kortebaan
| Afstand         | Tijd    | Datum            | Plaats   |
| --------------- | ------- | ---------------- | -------- |
| 50m schoolslag  | 26,45   | 24 november 2012 | Chartres |
| 100m schoolslag | 57,76   | 23 november 2012 | Chartres |
| 200m schoolslag | 2.05,35 | 25 november 2012 | Chartres |

Langebaan
| Afstand         | Tijd    | Datum         | Plaats      |
| --------------- | ------- | ------------- | ----------- |
| 50m schoolslag  | 27,36   | 22 april 2009 | Montpellier |
| 100m schoolslag | 1.00,55 | 28 juli 2013  | Barcelona   |
| 200m schoolslag | 2.13,16 | 16 juni 2012  | Rome        |